# National Maritime Museum of Ireland
Das Nationale Maritime Museum Irlands (englisch National Maritime Museum of Ireland, irisch Músaem Náisiúnta Muirí na hÉireann) befindet sich in der irischen Hafenstadt Dún Laoghaire. Sitz ist das aus dem Jahr 1836 stammende ehemalige irisch-anglikanische Kirchengebäude der Mariners’ Church.

## Ausstellung
Das Museumsgebäude selbst ist ein bedeutendes Zeugnis der irischen Marinegeschichte. Es wurde im 19. Jahrhundert für die Seefahrer errichtet und war bis Ostern 1972 die wichtigste irisch-anglikanische Kirche der Stadt.
Das Museum illustriert die Marinegeschichte mit ihren Entdeckungsfahrten, den Navigationstechniken sowie weiteren technischen Errungenschaften, wie Tiefseekabeln und Marinefunk. Es besitzt Ölgemälde des irischen Künstlers Kenneth King (* 1939), der alle irischen Schiffe dargestellt hat, die während des Zweiten Weltkriegs verloren gingen. Dazu gehört sein Gemälde, das den Untergang der MV Ardmore II darstellt. Der irische Frachter sank am 12. November 1940, nachdem er auf eine Seemine gelaufen war, und riss 18 Seeleute in den Tod.
Zu den auffälligsten Exponaten des Museums gehört das originale Linsensystem des Leuchtturms Baily Lighthouse von Howth Head im Osten Dublins, das seit 1902 dort seinen Dienst tat und 1972 bei der Modernisierung des Leuchtturms entfernt wurde.
Das Museum ist täglich von 11 Uhr bis 17 Uhr geöffnet.

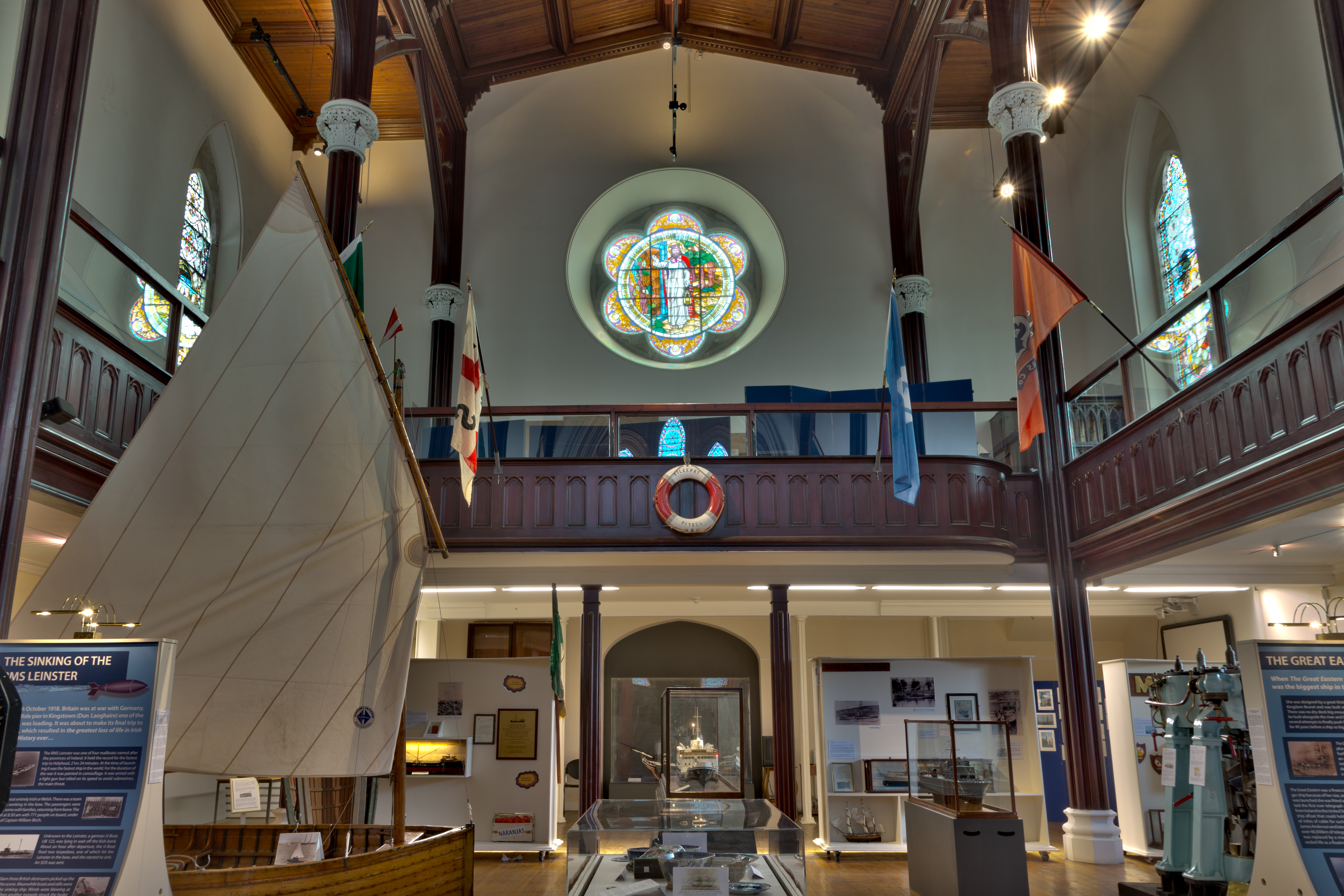
Blick ins Innere des Museums
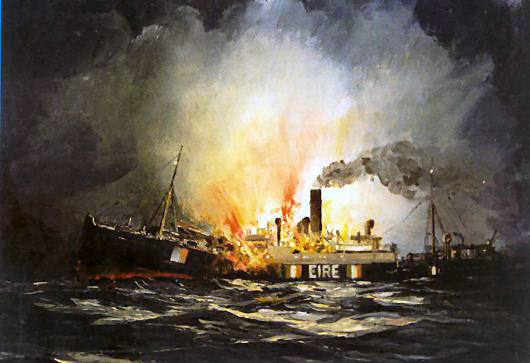
Ölgemälde: Der Untergang der Ardmore II
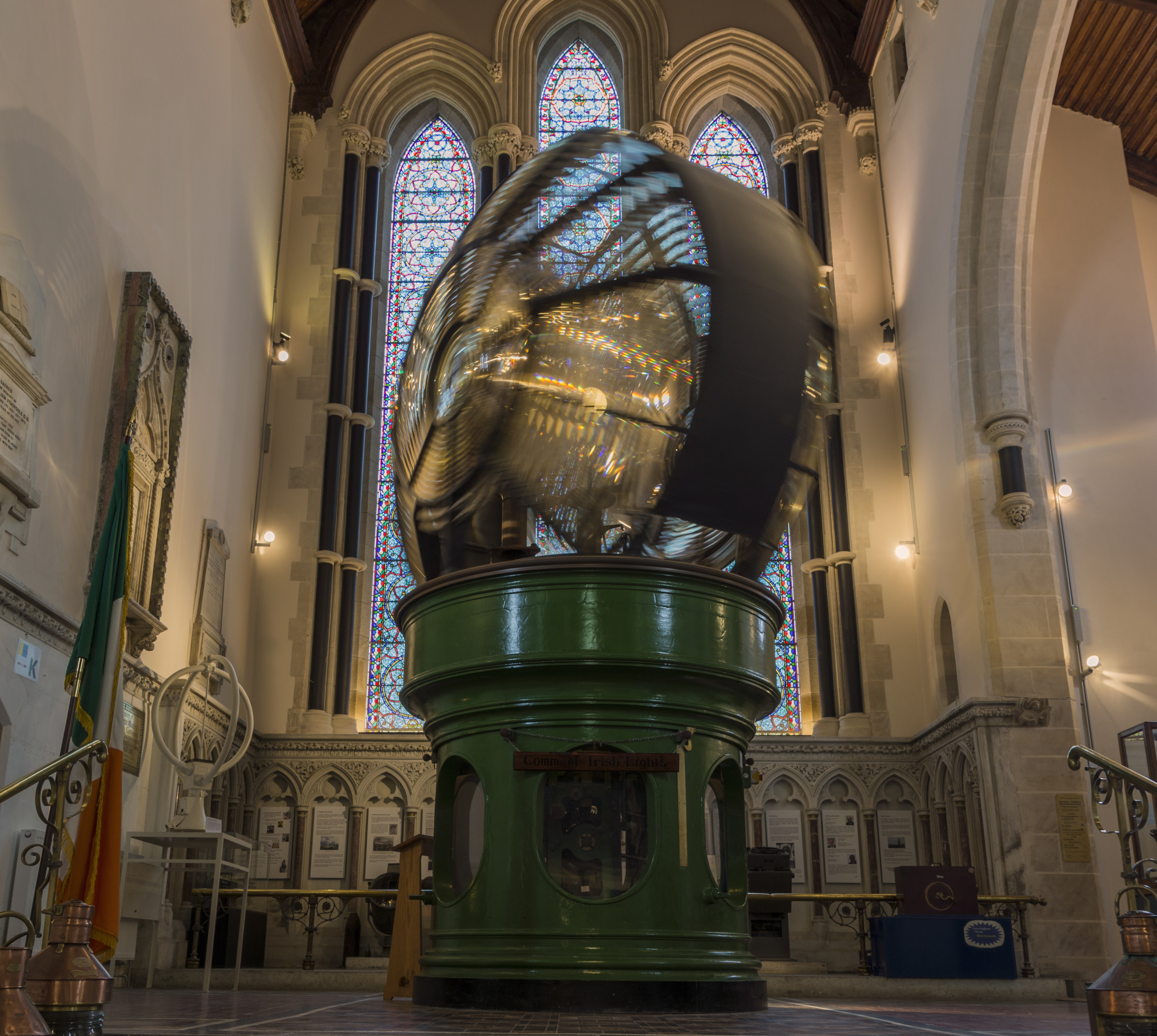
Die Linse des Leuchtturms Baily Lighthouse von Howth Head